# Monumento natural de Tauro
Tauro es un macizo montañoso situado en el municipio de Mogán en el suroeste de la isla de Gran Canaria (Canarias, España). Está protegido con la figura de monumento natural.

## Descripción
El monumento natural de Tauro conforma una estructura de notoria singularidad y abarca un sector de la cumbre suroeste de Gran Canaria, ocupando una superficie de 1256,6 ha en el término municipal de Mogán.
Si sitúa en la cumbre de un macizo de mayores dimensiones como una voluminosa estructura, con numerosas microcuencas de pequeños barrancos que desembocan en los mayores barrancos de Mogán y Arguineguín. Además, posee un destacado valor cultural como antiguo centro ceremonial de los aborígenes de Gran Canaria, con presencia de cuevas funerarias, torretas y túmulos allí encontrados, además de una estructura de piedra seca de la cima conocida como la 'Iglesia de los Canarios'. Sumándole un alto valor biológico por poseer un pinar abierto de repoblación con numerosas especies vegetales endémicas.
Está incluido en la Red Canaria de Espacios Naturales Protegidos y en la Red Natura 2000 como Zona de Especial Conservación (ZEC) y Zona de Especial Protección para las Aves (ZEPA).

## Geología
Se trata de un área resultado de la acumulación de sucesivas coladas de materiales del Ciclo I, sobre el que la erosión ha excavado barrancos muy encajados y separados por interfluvios de escarpadas laderas.
Los materiales geológicos corresponden en su mayoría al Ciclo I, con la Formación Basáltica representada por apilamientos de coladas atravesados por diques basálticos, la Formación Traquítica-riolítica con apilamientos de coladas masivas y la Formación Fonolítica, alternando coladas lávicas con las ignimbritas, dando el aspecto de tableros interbarrancos de la propia Montaña y Llano de Tauro.
El Ciclo Roque Nublo está escasamente representado, al igual que los materiales sedimentarios de coluviones y depósitos de ladera.

## Flora
Su inclusión como ZEC se debe a la presencia de población de un endemismo grancanario como la gildana de Risco Blasco o de Faneque (Teline rosmarinifolia) y hábitats de interés comunitario como campos de lava y excavaciones naturales, matorrales termomediterráneos y pre-estépicos y pinares macaronésicos endémicos.
Destacan a nivel florístico los endemismos como la dama (Parolinia ornata), el corregüelón plateado (Convolvulus perraudieri), el cardoncillo (Ceropegia fusca), el incienso morisco (Artemisia ramosa), el taginaste negro (Echium onosmifolium), el tomillo (Micromeria helianthemifolia) y las raras jocama (Teucrium heterophyllum), mosquera común (Globularia salicina) y drago de Gran Canaria (Dracaena tamaranae).
El pinar seco de pino canario (Pinus canariensis) se concentra en el norte del espacio, poblaciones jóvenes nacidas de las repoblaciones de los años 1960 en el Barranco de Tauro, con ejemplares aislados de sabinas (Juniperus turbinata ssp. canariensis), testigo de la antigua vegetación de pinar-sabinar. Además existe presencia de tabaibas dulces (Euphorbia balsamifera) con viejos ejemplares de gran porte al sur del espacio, balos (Plocama pendula), taginaste blanco (Echium decaisnei), cardones (Euphorbia canariensis), entre otras. Las especies rupícolas más representadas son el hinojo o anís de risco (Bupleurum salicifolium), el balillo (Sonchus leptocephalus), la madama de risco (Allagopappus dichotomus) y crasuláceas como el góngaro flor de piedra (Aeonium simsii) y la hierba puntera (A. percarneum), entre otras.
Las especies de sustitución están formadas por jarales (Cistus monspeliensis) y tabaibas amargas (Euphorbia regis-jubae). Además de especies exóticas como el almendro (Prunus dulcis), la caña (Arundo donax), el eucalipto negro (Eucalyptus camaldulensis) y la pita (Agave americana).

## Fauna
Como ZEPA, presenta dos especies de interés en el pinar: el pico picapinos de Gran Canaria (Dendrocopos major thanneri) y el pinzón azul de Gran Canaria (Fringilla polatzeki). Además por estas y más especies, el Pinar de Tauro fue declarado Important Bird Area - Área Importante para las Aves (IBA) con 500 ha de extensión dentro del Monumento Natural de Tauro.
Otras especies comunes son el busardo ratonero (Buteo buteo insularum), el halcón tagorote (Falco pelegrinoides), el cernícalo canario (Falco tinnunculus canariensis), el gorrión molinero (Passer montanus) que solo nidifica en Gran Canaria, el cuervo canario (Corvus corax canariensis), el herrerillo (Parus teneriffae hedwigii), el mosquitero canario (Phylloscopus canariensis), el bisbita caminero (Anthus berthelotii), el mirlo canario (Turdus merula cabrerae), entre otras.
La herpetofauna se representa con el lagarto gigante de Gran Canaria (Gallotia stehlini), la lisa rayada grancanaria (Chalcides sexlineatus) y el perenquén de Boettger (Tarentola boettgeri).
Los mamíferos están representados por el murciélago montañero (Hypsugo savii) y otras especies introducidas nocivas como la ardilla moruna (Atlantoxerus getulus), el gato cimarrón (Felis catus) y el conejo (Oryctolagus cuniculus).
La fauna invertebrada es rica y variada, con gasterópodos endémicos de Gran Canaria como la chuchanguita de Veneguera (Napaeus venegueraensis) y la chuchanga (Hemicycla psathyra psathyra). Los arácnidos endémicos grancanarios se representan con la disdera de Los Tilos (Dysdera tilosensis), Pholcus edentates, la araña patuda (Pholcus multidentatus), Spermophorides cuneata, Oecobius depressus, Oecobius pseudodepressus y Evarcha eriki; además de otros endemismos canarios con la araña escupidora canaria (Scytodes tenerifensis) y la araña de pinzas (Palpimanus canariensis). Los diplópodos se representan con dos endemismos grancanarios: la vaquita de Gran Canaria (Glomeris vicenteae) y el milpiés grancanario (Dolichoiulus alluaudi).
Los insectos se representan con endemismos de Gran Canaria como el ortóptero cigarrón palo de Gran Canaria (Acrostira tamarani); los coleópteros como el gorgojo de los tarajales (Coniatus tamarisci deyrollei), el cucarro boliche de Gran Canaria (Arthrodeis obesus crassus), el cucarro negro (Hegeter impressus) y otros como el Cephaloncus capito, el Hegeter webbianus y el Nesotes quadratus; los lepidópteros como la mariposa sátiro de Gran Canaria (Hipparchia tamadabae), los dípteros como la mosca recula de Gran Canaria (Lampromyia fortunata) y Similium paraloutense; y los himenópteros como el cazarañas (Arachnospila consobrina fortunata), Alastorynerus rubescens, Colletes dimidiatus canariensis y Thyreus hohmanni.